# Flexamia stylatus
Flexamia stylatus är en insektsart som beskrevs av Ball 1899. Flexamia stylatus ingår i släktet Flexamia och familjen dvärgstritar. Inga underarter finns listade i Catalogue of Life.